# 339P/Gibbs
339P/Gibbs è una cometa periodica appartenente alla famiglia delle comete gioviane; è stata scoperta il 16 maggio 2009 dall'astronomo statunitense Alex R. Gibbs, ma già all'annuncio ufficiale della scoperta erano state scoperte immagini di prescoperta risalenti al 24 aprile 2009. La sua riscoperta il 29 giugno 2016 ha permesso di numerarla.

## Caratteristiche orbitali
La cometa ha la caratteristica di avere piccole MOID coi pianeti: Marte, 0,045 UA, Terra, 0,326511 UA, e Giove, 0,11679 UA, quest'ultimo grazie alla sua massa cambierà in futuro l'orbita della cometa. Il 5 marzo 2166 la cometa perverrà a 0,045 UA da Marte.